# Formuła Ford
| Formuła Ford | Formuła Ford        |
| ------------ | ------------------- |
| Kategoria    | Wyścigi samochodowe |
| Nadwozie     | wybrane             |
| Silnik       | Ford Honda          |

Formuła Ford (Formula F w Ameryce Północnej z powodu zmiany przepisów Sports Car Club of America z 2010 r). – juniorska seria wyścigowa samochodów jednomiejscowych. W jej skład wchodzi wiele serii wyścigowych na całym świecie, które mają być ważnym krokiem w karierze zawodnika na drodze do Formuły 1. Zazwyczaj jest to pierwsza seria wyścigowa po przejściu kierowcy z kartingu do bolidów wyścigowych. Sukces w Formule Ford zazwyczaj umożliwia kierowcy występy w seriach organizowanych w ramach Formuły Renault 2.0 czy też Formuły 3. W Formule Ford nie ma określonego jednego konstruktora bolidu. Każda seria organizowana w ramach Formuły Ford może wybrać swojego konstruktora, przestrzegając jednak odpowiednich specyfikacji określonych w regulaminie.
Pierwsze serie wyścigowe pod szyldem Formuły Ford zaczęły powstawać w latach 60. Do najstarszych edycji należą serie brytyjska i europejska. W późniejszych latach pojawiły się także serie wyścigowe w Ameryce Północnej, Australii oraz w Azji. Ze względu na pojemność silnika bolidu wyścigowego, rozróżnia się często serie Formuły Ford 2000 oraz Formuły Ford 1600. Obecnie najbardziej popularnymi konstruktorami samochodów Formuły Ford są Van Diemen, Mygale oraz australijskie Spectrum. W historii na tym polu zaznaczyły się również: Titan, Lotus, Merlyn, Hawke, Citation, Swift, Euroswift, Elden, Reynard, Crosslé, Lola, Zink, Bowin, Royale i Cooper Racing. 
W 2010 r. z powodu braku dostaw silnika Ford Kent używanego w seriach północnoamerykańskich Sports Car Club of America (klub członkowski ACCUS, ASN dla sportów motorowych w Stanach Zjednoczonych) zalegalizował silnik Honda L15A7 (Honda Jazz/Fit) w Stanach Zjednoczonych. Honda od tego czasu dodała nowe ulepszenia do elektronicznej jednostki sterującej (ECU), ostatnio na sezon 2021.
Od 2012 roku stosuje się silnik spalinowy Ford EcoBoost z turbodoładowaniem i bezpośrednim wtryskiem paliwa.

## Mistrzostwa
Na świecie istnieje wiele serii wyścigowych pod szyldem Formuły Ford. Wszystkie opierają się na tym samych zasadach i regulacjach z dostosowaniem do lokalnych warunków.
| Kraj/Region               | Seria                                      | Aktywność              | Dodatkowe informacje                                                                                                |
| ------------------------- | ------------------------------------------ | ---------------------- | --- |
| Azja                      | Azjatycka Formuła Ford                     |                        | |
| Australia                 | Australijska Formuła Ford                  | 1993–Obecnie           | |
| Australia                 | Formuła Ford Nowa Południowa Walia         | 1991-2011              | Mistrzostwa regionalne                                                                                              |
| Australia                 | Formuła Ford Queensland                    |                        | Mistrzostwa regionalne                                                                                              |
| Australia                 | Południowoaustralijska Formuła Ford        |                        | Mistrzostwa regionalne                                                                                              |
| Australia                 | Formuła Ford Wiktoria                      |                        | Mistrzostwa regionalne                                                                                              |
| Australia                 | Zachodnioaustralijska Formuła Ford         |                        | Mistrzostwa regionalne                                                                                              |
| Austria                   | Austriacka Formuła Ford                    | 1971-1984              | |
| Benelux                   | Formuła Ford Benelux                       | 1981–Obecnie           | Połączona z edycją holenderską                                                                                      |
| Belgia                    | Belgijska Formuła Ford                     | 1980-1987              | |
| Kanada                    | Kanadyjska Formuła Ford                    | ?-2004                 | |
| Kanada                    | Formuła Ford Ontario                       | ?-Obecnie              | |
| Kanada                    | Formuła Tour Québec 1600                   | 2006–Obecnie           | |
| Kanada                    | Kanadyjska Formuła Ford 2000               | 1983-1991              | |
|                           | Międzynarodowa Formuła Ford Morze Północne | 2013–Obecnie           | |
| Dania                     | Duńska Formuła Ford                        | 1970–Obecnie           | |
| Dania                     | Duńska Formuła Ford 2000                   | 1979-2003              | |
| Finlandia                 | Fińska Formuła Ford                        | 1987?-Obecnie          | |
| Francja                   | Francuska Formuła Ford                     | 1984-2005              | |
| Europa                    | Europejska Formuła Ford                    | 1969-1973, 1995-2001   | |
| Europa                    | EFDA Formuła Ford 1600                     | 1979-1987              | |
| Europa                    | EFDA Formuła Ford 2000                     | 1979-1987              | |
| Europa                    | Europejski Puchar Formuły Ford             | 2011–2012              | |
| RFN · Niemcy              | Niemiecka Formuła Ford                     | 1973-2001              | |
| Włochy                    | Włoska Formuła Ford                        | 1970-1977              | |
| Holandia                  | Holenderska Formuła Ford                   | 1970–2012              | Połączona z Formułą Ford Benelux do Międzynarodowej Formuły Ford Morze Północne                                     |
| Nowa Zelandia             | Nowozelandzka Formuła Ford                 | 1970–Obecnie           | |
| Portugalia                | Portugalska Formuła Ford                   | 1970-1972, 1985-1992   | |
| Strefa Północnoeuropejska | Północnoeuropejska Formuła Ford            |                        | Format pojedynczej rundy                                                                                            |
| Skandynawia               | Skandynawska Formuła Ford                  | ?-Obecnie              | |
| Południowa Afryka         | Południowoafrykańska Formuła Ford          | ?-Obecnie              | |
| Hiszpania                 | Hiszpańska Formuła Ford                    | 1987-1991              | |
| Szwajcaria                | Szwajcarska Formuła Ford                   | 1979-1987              | |
| Szwajcaria                | Szwajcarska Formuła Ford 2000              | 1986-1987              | |
| Wielka Brytania           | Brytyjska Formuła Ford                     | 1976–2014              | |
| Wielka Brytania           | Brytyjska Formuła Ford 2000                | 1975–1987              | |
| Wielka Brytania           | Festiwal Formuły Ford                      | 1972–Obecnie           | |
| Stany Zjednoczone         | U.S. F2000 National Championship           | 1990-2006 2010–Obecnie | |
| Stany Zjednoczone         | F2000 Championship Series                  | 2006–Obecnie           | Wyścigi rozgrywane we wschodnich Stanach Zjednoczonych z jedną rundą w Kanadzie. Dozwolony jest silnik Honda L15A7. |
| Stany Zjednoczone         | Pacyficzna Formuła Ford 2000               | 2004?-Obecnie          | Wyścigi rozgrywane w Kalifornii z jedną rundą w Nevadzie                                                            |